# Елејн Хендрикс
Кетрин Елејн Хендрикс (енгл. Katherine Elaine Hendrix; Оук Риџ, 28. децембар 1970) је америчка глумица, активисткиња и продуценткиња, бивша плесачица и манекенка. Најпознатија је по улози Мередит Блејк у филму Замка за родитеље из 1998. године.